# مسعود رحیمی‌ها
مسعود رحیمی‌ها بوکسور اهل ایران بوده است.
وی در بازی‌های المپیک تابستانی ۱۹۴۸ در وزن ۶۲–۵۸ کیلوگرم (Lightweight) شرکت کرده است، رحیمی‌ها در مرحله اول با شکست در برابر مانوئل لوپز بوکسور آرژانتینی از مسابقات حذف شد.